# Handball-Bundesliga (Frauen) 2025/26
Die Handball-Bundesliga 2025/2026 ist die 50. Spielzeit der höchsten deutschen Spielklasse im Handball der Frauen in der Geschichte der Bundesliga.

## Modus
In dieser Saison spielen zunächst die zwölf Mannschaften die Hauptrunde im Modus Jeder gegen Jeden mit je einem Heim- und Auswärtsspiel. Die besten acht Teams nach der Hauptrunde qualifizieren sich für die Play-offs um die Deutsche Meisterschaft, die verbleibenden vier Teams gingen in die Play-Downs. In dieser Runde wird nach dem Prinzip „best of 3“ gespielt; bei einem Unentschieden nach 60 Minuten werden bis zu zwei Verlängerungen gespielt, ggf. folgt ein Siebenmeterwerfen. Die Verlierer der Halbfinalrunde tragen gegeneinander ein Spiel um den dritten Platz aus.
Der Sieger der Play-offs ist Deutscher Meister 2026, der Verlierer der Play-downs stieg in die 2. Bundesliga ab.

## Saison

### Hauptrunde
Tabelle der Hauptrunde
| Pl.                                                        | Verein                      | Sp. | S | U | N | Tore  | Diff. | Punkte |
| ---------------------------------------------------------- | --------------------------- | --- | - | - | - | ----- | ----- | ------ |
| 1.                                                         | HB Ludwigsburg (M) (P)      | 0   | 0 | 0 | 0 | 00:00 | ±0    | 00:00  |
| 2.                                                         | BVB Dortmund Handball       | 0   | 0 | 0 | 0 | 00:00 | ±0    | 00:00  |
| 3.                                                         | HSG Blomberg-Lippe          | 0   | 0 | 0 | 0 | 00:00 | ±0    | 00:00  |
| 4.                                                         | Thüringer HC                | 0   | 0 | 0 | 0 | 00:00 | ±0    | 00:00  |
| 5.                                                         | HSG Bensheim/Auerbach       | 0   | 0 | 0 | 0 | 00:00 | ±0    | 00:00  |
| 6.                                                         | VfL Oldenburg               | 0   | 0 | 0 | 0 | 00:00 | ±0    | 00:00  |
| 7.                                                         | TuS Metzingen               | 0   | 0 | 0 | 0 | 00:00 | ±0    | 00:00  |
| 8.                                                         | Frisch Auf! Göppingen       | 0   | 0 | 0 | 0 | 00:00 | ±0    | 00:00  |
| 9.                                                         | Sport-Union Neckarsulm      | 0   | 0 | 0 | 0 | 00:00 | ±0    | 00:00  |
| 10.                                                        | Buxtehuder SV               | 0   | 0 | 0 | 0 | 00:00 | ±0    | 00:00  |
| 11.                                                        | BSV Sachsen Zwickau         | 0   | 0 | 0 | 0 | 00:00 | ±0    | 00:00  |
| 12.                                                        | SV Union Halle-Neustadt (N) | 0   | 0 | 0 | 0 | 00:00 | ±0    | 00:00  |
| Quelle: handball-bundesliga-frauen.de, Stand: 9. Juli 2025 |                             |     |   |   |   |       |       |        |

| Legende | Legende                                  |
| ------- | ---------------------------------------- |
| (M)     | Deutscher Meister 2024/25                |
| (P)     | DHB-Pokalsieger 2024/25                  |
| (N)     | Aufsteiger aus der 2. Bundesliga 2024/25 |
|         | Playoffs                                 |
|         | Relegation                               |